# Ursula Paulsen
Ursula „Ulla“ Paulsen (* 17. Juni 1935 in Kaltenkirchen) ist eine ehemalige deutsche Tischtennisspielerin. 1954 gewann sie die deutsche Meisterschaft.

## Nationale Erfolge
Ihren ersten großen Erfolg erzielte sie 1951 in Remscheid, als sie deutsche Jugendmeisterin im Einzel wurde. 1952 wiederholte sie diesen Erfolg im Doppel mit Lisa Heitmann (später Lisa Danker). Zudem gewann sie die offene englische Jugendmeisterschaft im Doppel (mit Hannelore Walz) und im Mixed (mit Conny Freundorfer). Im Erwachsenenbereich startete sie 1953 mit einer Bronzemedaille im Doppel mit Hanne Imlau (VfB Lübeck). 1954 gewann sie in Ost-Berlin die letzte gesamtdeutsche Einzelmeisterschaft der Damen vor 1991. Zweimal wurde sie deutsche Meisterin im Mixed: 1955 mit Hans Rockmeier (MTV München von 1879) und 1957 mit Josef Wenninghoff (TTV Metelen). 1954 und 1955 gewann sie mit TTC Rot-Weiß Hamburg die deutsche Mannschaftsmeisterschaft, bevor sie 1956 zum Hamburger SV wechselte. Weitere Erfolgen waren eine Silbermedaille bei den Deutschen Meisterschaften im Damen-Doppel 1954 mit Annegret Thöle (ebenfalls TTC Rot-Weiß) und Bronzemedaillen im Damen-Einzel 1955, 1956 und 1958 als auch im Damen-Doppel 1955 und 1956 mit Annegret Thöle sowie 1958 mit Oda Mielenhausen (PSV Braunschweig). Im Mixed holte sie 1958 die Bronzemedaille mit Josef Wenninghoff.

## Internationale Aktivitäten
Zwischen 1954 und 1958 hatte Paulsen 14 Einsätze in der deutschen Nationalmannschaft. Bei der Tischtennisweltmeisterschaft 1954 belegte sie mit dem gesamtdeutschen Damenteam Platz 13. Bei dieser WM lag sie im Kampf gegen die Inderin Meena Parande im Entscheidungssatz mit 12:20 zurück. Dennoch konnte sie diesen Satz und damit das Spiel gewinnen.
1958 und 1962 spielte sie in den Einzelwettbewerben bei den Europameisterschaften.

## Unterbrechung der Karriere
Private und gesundheitliche Gründe zwangen Paulsen 1962 zu einer Unterbrechung ihrer Karriere. 1972 feierte sie mit einigen Erfolgen bei Seniorenmeisterschaften ein Comeback.

## Vereine
- 1948–1950 Kaltenkirchener Turnerschaft
- 1950–1953 VfB Lübeck
- 1953–1955 TTC Rot-Weiß Hamburg
- 1955–1962 Hamburger SV
- ab ???? Gut Heil Itzehoe

## Privat
Ulla Paulsen erlernte das Tischtennis-Spielen von ihren Eltern. Ihre Mutter war Landesmeisterin von Schleswig-Holstein. Nach ihrer Eheschließung mit Gerd Friedrich, dem ehemaligen Vizepräsidenten des TTV Schleswig-Holstein, hieß sie Ursula Friedrich. Heute (2008) lebt sie in Itzehoe.
Wegen ihrer Haarfrisur wurde sie auch Zöpfchen-Ulla genannt; dies ist die Übersetzung des Begriffs Pig-tailed Ulla, welchen die Engländer während der English Open 1952 in London prägten.

## Turnierergebnisse
| Verband | Veranstaltung     | Jahr | Ort     | Land | Einzel    | Doppel    | Mixed     | Team |
| ------- | ----------------- | ---- | ------- | ---- | --------- | --------- | --------- | ---- |
| GER     | Weltmeisterschaft | 1954 | Wembley | ENG  | letzte 64 | letzte 32 | letzte 32 | 9    |